# Antaresia maculosa
Antaresia maculosa là một loài rắn trong họ Pythonidae. Loài này được Peters mô tả khoa học đầu tiên năm 1873.

## Hình ảnh

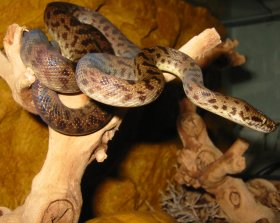
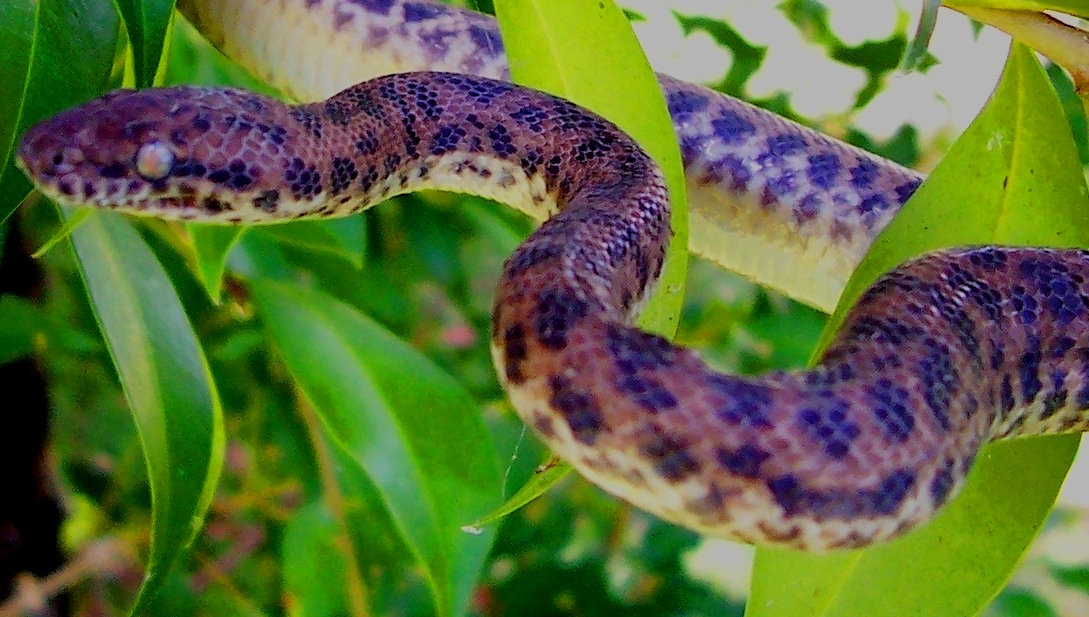